# Liste der Bodendenkmale in Heinsdorfergrund
In der Liste der Bodendenkmale in Heinsdorfergrund sind die Bodendenkmale der Gemeinde Heinsdorfergrund und ihrer Ortsteile nach dem Stand der Auflistung von Volkmar Geupel aus dem Jahr 1983 aufgelistet. Eventuelle Änderungen und Ergänzungen, insbesondere aus der Zeit nach der Wende, sind nicht berücksichtigt, da für Sachsen aktuell keine neueren allgemein zugänglichen Bodendenkmallisten vorliegen. Die Baudenkmale sind in der Liste der Kulturdenkmale in Heinsdorfergrund aufgeführt.
| Denkmal-ID | Fundart            | Ortsteil       | Bezeichnung              | Zeitstellung | Lage                                  | Bemerkungen | Bild |
| ---------- | ------------------ | -------------- | ------------------------ | ------------ | ------------------------------------- | --- | ---- |
| ?          | Befestigung > Burg | Hauptmannsgrün | Wasserburg „Kellerplatz“ | Mittelalter  | südlicher Ortsausgang, in der Bachaue | ursprünglich runde Niederungsburg, Westteil durch Straße überbaut, im Norden ein Keller eingebaut, Schutz seit 7. Juli 1956 |      |